# ترافيس كارول
ترافيس كارول (بالإنجليزية: Travis Carroll)‏ هو لاعب كرة قدم أمريكية أمريكي، ولد في 26 أكتوبر 1978.